# Sinmara
U nordijskoj mitologiji, Sinmara je ženski jötunn te vjerojatno supruga vatrenog jötunna Surtra, gospodara Muspelheima. Spomenuta je sa Surtrom u poemi Fjölsvinnsmál, kao čuvarica oružja zvanog Lævateinn.

## Etimologija
Etimologija Sinmarinog imena je nejasna. Posljednji dio imena, mara, možda znači „noćna mora”. Prema Rudolfu Simeku, cijelo ime znači „blijeda (noćna) mora”. Adolfo Zavaroni i Emilia Reggio predložili su da Sinmarino ime povezuje Sinmaru s inkubom. Prema teoriji, element sin je istog značenja kao u muškom imenu Sinwara.

## Teorije
Henry Adams Bellows je komentirao da je Sinmara „najvjerojatnije Surtrova supruga”. Teorija Viktora Rydberga kaže da je Sinmara supruga Mimira te majka Nótt, dok je Hjalmar Falk iznio teoriju da je Sinmara zapravo Hel, Lokijeva kći.